# Style de programmation
Le style de programmation est un ensemble de règles ou de lignes directrices utilisées lors de l'écriture du code source d'un programme informatique. Il est souvent affirmé que suivre un style de programmation particulier aidera les programmeurs à lire et à comprendre le code source conforme au style, et aidera à éviter les erreurs.
Un ouvrage classique sur le sujet, The Elements of Programming Style (en), est écrit dans les années 1970, et illustré avec des exemples dans les langages de programmations Fortran et PL/I.

## Éléments de bon style
La qualité d'un style de programmation est d'une appréciation délicate, sa caractérisation étant difficile. Cependant, il existe des éléments communs à de nombreux styles de programmation. Les aspects généralement considérés comme majeurs sont la disposition du code source, y compris l'indentation; l'utilisation de l'espace blanc autour des opérateurs et des mots clés; la capitalisation de mots clés et des noms de variables; le style et l'orthographe des identificateurs définis par l'utilisateur; et l'utilisation et le style des commentaires.

## Apparence du code
Les styles de programmation traitent généralement de l'aspect visuel du code source, avec pour but sa lisibilité. Il existe depuis longtemps des logiciels qui formatent automatiquement le code source, laissant les codeurs se concentrer sur la dénomination logique ainsi que sur les processus généraux. En pratique, l'utilisation d'un ordinateur pour formater le code source permet de gagner du temps.

### Indentation
Les styles d'indentation aident à identifier le flux de contrôle et les blocs de code. Dans certains langages, l'indentation est utilisée pour délimiter des blocs logiques de code ; l'indentation correcte dans ces cas n'est plus qu'une question de style. Dans d'autres, l'indentation et l'espace n'affectent pas la fonction, bien que l'indentation logique et cohérente rend le code plus lisible. Comparer :
```
if
 
(
hours
 
<
 
24
 
&&
 
minutes
 
<
 
60
 
&&
 
seconds
 
<
 
60
)
 
{

    
return
 
true
;

}
 
else
 
{

    
return
 
false
;

}

```

ou
```
if
 
(
hours
 
<
 
24
 
&&
 
minutes
 
<
 
60
 
&&
 
seconds
 
<
 
60
)

{

    
return
 
true
;

}

else

{

    
return
 
false
;

}

```

Avec quelque chose comme
```
if
  
(
 
hours
   
<
 
24

   
&&
 
minutes
 
<
 
60

   
&&
 
seconds
 
<
 
60

)

{
return
    
true

;}
         
else

{
return
   
false

;}

```

Les deux premiers exemples devraient être beaucoup plus faciles à lire car ils sont indentés d'une manière commune. Ce style d'indentation est particulièrement utile lorsqu'il s'agit de constructions imbriquées.
Notez cependant que cet exemple peut se résumer à celui-ci :
```
return
 
hours
 
<
 
24
 
&&
 
minutes
 
<
 
60
 
&&
 
seconds
 
<
 
60
;

```

#### Lua
Lua n'utilise pas les crochets traditionnels ou les parenthèses. Les instructions if/else ne requièrent que l'expression soit suivie par then, et l'instruction end.
```
if
 
hours
 
<
 
24
 
and
 
minutes
 
<
 
60
 
and
 
seconds
 
<
 
60
 
then

    
return
 
true

else

    
return
 
false

end

```

L'indentation est facultative. and (et),or (ou), et not (non) sont utilisés entre les déclarations vraies/fausses.

#### Python
Python utilise l'indentation pour indiquer les structures de contrôle. En faisant cela, il n'est plus nécessaire d'utiliser les crochets.
```
if
 
hours
 
<
 
24
 
and
 
minutes
 
<
 
60
 
and
 
seconds
 
<
 
60
:

    
return
 
True

else
:

    
return
 
False

```

Beaucoup de programmeurs Python ont tendance à suivre un guide de style communément connu sous le nom de PEP8. Il existe des outils conçus pour automatiser la conformité au PEP8.

### Alignement vertical
Il est souvent utile d'aligner des éléments similaires verticalement, afin de rendre les bogues liés à la typographie plus évidents.
Soit le code suivant :
```
$search
 
=
 
array
(
'a'
,
 
'b'
,
 
'c'
,
 
'd'
,
 
'e'
);

$replacement
 
=
 
array
(
'foo'
,
 
'bar'
,
 
'baz'
,
 
'quux'
);

// Another example:

$value
 
=
 
0
;

$anothervalue
 
=
 
1
;

$yetanothervalue
 
=
 
2
;

```

et celui-ci :
```
$search
      
=
 
array
(
'a'
,
   
'b'
,
   
'c'
,
   
'd'
,
   
'e'
);

$replacement
 
=
 
array
(
'foo'
,
 
'bar'
,
 
'baz'
,
 
'quux'
);

// Another example:

$value
           
=
 
0
;

$anothervalue
    
=
 
1
;

$yetanothervalue
 
=
 
2
;

```

Ce dernier exemple rend deux choses intuitivement claires, plus qu'elles ne l'étaient pas dans le premier :
- Les termes de recherche et de remplacement sont liés et correspondent: ils ne sont pas des variables discrètes ;
- Il y a un terme de recherche de plus que de termes de remplacement. S'il y a un bug, il est maintenant plus probable qu'il soit repéré.

### Espaces
Le style lié à l'espace blanc est couramment utilisé pour améliorer la lisibilité.
Ce qui apparaît, par exemple, dans les extraits syntaxiquement équivalents suivants en C :
```
int
 
i
;

for
(
i
=
0
;
i
<
10
;
++
i
){

    
printf
(
"%d"
,
i
*
i
+
i
);

}

```

versus
```
int
 
i
;

for
 
(
i
=
0
;
 
i
<
10
;
 
++
i
)
 
{

    
printf
(
"%d"
,
 
i
*
i
+
i
);

}

```

versus
```
int
 
i
;

for
 
(
i
 
=
 
0
;
 
i
 
<
 
10
;
 
++
i
)
 
{

    
printf
(
"%d"
,
 
i
 
*
 
i
 
+
 
i
);

}

```